# Aljaksandr Assipkou
Aljaksandr Assipkou (belarussisch Аляксандр Асіпкоў, russisch Александр Осипков/Alexander Ossipkow; * 28. Januar 1997 in Wizebsk, Belarus) ist ein belarussischer Eishockeyspieler, der seit 2023 beim Chimik-SKA Nawapolazk in der belarussischen Extraliga unter Vertrag steht.

## Karriere
Assipkou begann seine Karriere beim RZOP Raubitschy in der belarussischen Wysschaja Liga, der zweithöchsten Spielklasse des Landes. Nachdem dessen Junioren-Team Dinamo Raubitschy in die russisch dominierte Nachwuchsliga Molodjoschnaja Chokkeinaja Liga B aufgenommen worden war, verbrachte er die Saison 2014/15 mit dem Team dort. Anschließend wechselte er zum HK Junost Minsk und spielte mit den Hauptstädtern in der Extraliga, wurde jedoch auch im B-Team Junior Minsk in der Wysschaja Liga eingesetzt. Zudem spielte er parallel mit der belarussischen U20-Auswahl ebenfalls in der Extraliga.
Nach dem Ende seiner Juniorenzeit wechselte Assipkou zum HK Dinamo Maladsetschna, den er aber kurz vor den Playoffs 2019 verließ, um zu Junost zurückzukehren und mit dem Klub belarussischer Meister zu werden. Anschließend wechselte er zum belarussischen KHL-Klub HK Dinamo Minsk, wo er allerdings nur fünfmal eingesetzt wurde, bevor er wieder nach Maladsetschna zurückkehrte. Seit 2020 spielt er wieder für Junost Minsk und wurde mit dem Klub 2021 erneut belarussischer Meister. Anschließend wechselte er für zwei Jahre zu HK Schachzjor Salihorsk. Seit 2023 spielt er beim Chimik-SKA Nawapolazk.

### International
Im Juniorenbereich nahm Assipkou an der  U18-Junioren-Weltmeisterschaft 2014 teil und erzielte die höchste Fangquote und den zweitgeringsten Gegentorschnitt des Turniers nach dem Norweger Fredrik Grønstrand. Bei der folgenden U18-Junioren-Weltmeisterschaft 2015 wurde er mit dem zweitgeringsten Gegentorschnitt und der zweitbesten Fangquote jeweils hinter dem Dänen Lasse Petersen zum besten Torhüter des Turniers gewählt. Bei der U20-Junioren-Weltmeisterschaft 2017 der Division IA trug er mit dem zweitgeringsten Gegentorschnitt nach dem Deutschen Mirko Pantkowski maßgeblich zum sofortigen Wiederaufstieg der Belarussen bei. Im Vorjahr hatte er auch zum U20-Kader gehört, war jedoch beim Abstieg aus der Top-Division ohne Einsatz geblieben.
Sein Debüt in der belarussischen A-Nationalmannschaft gab Assipkou bei der Weltmeisterschaft 2019 in der Division IA, als er bei der 2:3-Niederlage nach Verlängerung gegen Kasachstan eingesetzt wurde. Trotz dieser Niederlage stiegen die Belarussen gemeinsam mit den Asiaten in die Top-Division auf, konnten den Aufstieg jedoch aufgrund der weltweiten COVID-19-Pandemie erst 2021 wahrnehmen. Für diese Weltmeisterschaft wurde Assipkou jedoch nicht nominiert.

## Erfolge und Auszeichnungen
- 2019 Belarussischer Meister mit dem HK Junost Minsk
- 2021 Belarussischer Meister mit dem HK Junost Minsk

### International
- 2014 Beste Fangquote bei der U18-Weltmeisterschaft der Division I, Gruppe A
- 2015 Bester Torhüter bei der U18-Weltmeisterschaft der Division I, Gruppe A
- 2017 Aufstieg in die Top-Division bei der U20-Weltmeisterschaft der Division I, Gruppe A
- 2019 Aufstieg in die Top-Division bei der Weltmeisterschaft der Division I, Gruppe A